# Australomimetus robustus
Australomimetus robustus là một loài nhện trong họ Mimetidae.
Loài này thuộc chi Australomimetus. Australomimetus robustus được miêu tả năm 1986 bởi Heimer.